# Lerma (Estado de México)
Lerma é um município do estado do México, no México. A sua cabecera municipal e sede do governo é Lerma de Villada.